# 強刺胎䲁
強刺胎䲁（學名：Ericentrus rubrus），為輻鰭魚綱䲁形目胎䲁科強刺胎䲁屬的一個種，分布於西南太平洋紐西蘭海域，為特有種，深度0至30公尺，體長可達10.5公分，棲息在有褐藻生長的潮池，以小型甲殼類為食，雌魚產附著性卵，雄魚會守護卵，幼魚為浮游性，生活習性不明。